# Transportujuća ATPaza guanina
Transportujuća ATPaza guanina (EC 3.6.3.37) je enzim sa sistematskim imenom ATP fosfohidrolaza (import guanina). Ovaj enzim katalizuje sledeću hemijsku reakciju
ATP + 2O + guaninout {\displaystyle \rightleftharpoons } ADP + fosfat + guaninin
Ova ATPaza ABC-tipa je karakteristična po prisustvu dva slična ATP-vezujuća domena.

## Spoljašnje veze
- Guanine-transporting+ATPase на 